# États généraux de 1468

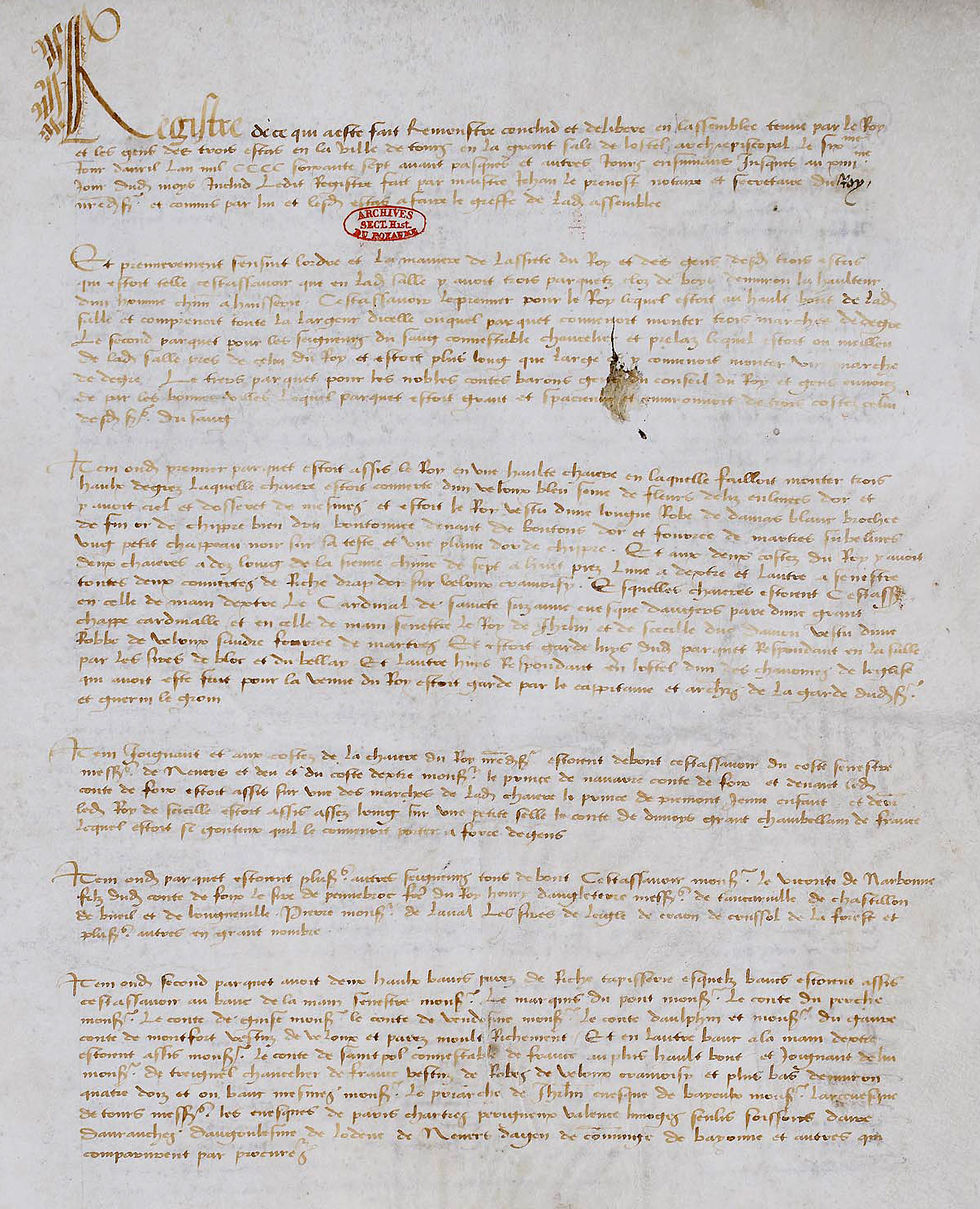
Procès-verbal des états généraux de 1468. Paris, Archives nationales, AE/II/483.

Du 6 au 14 avril 1468 eut lieu à Tours une réunion des états généraux du royaume de France, convoquée par le roi Louis XI. Soixante-quatre villes envoyèrent chacune un député élu par ordre : le clergé (oratores), la noblesse (bellatores) et le tiers état (laboratores), soit 192 représentants.
Ils s'opposèrent à ce que la Normandie fût démembrée pour le frère du roi, Charles de France, et décidèrent que l'apanage des princes ne consisterait désormais qu'en un revenu fixe de rente.
« La royauté faisait un pas de plus vers l'absolutisme. [...] Les députés de Tours redoutaient une nouvelle guerre de Cent Ans ; ils faisaient confiance au roi et préféraient sa poigne de fer à l'anarchie. »